# Sint-Petrus en Urbanuskerk

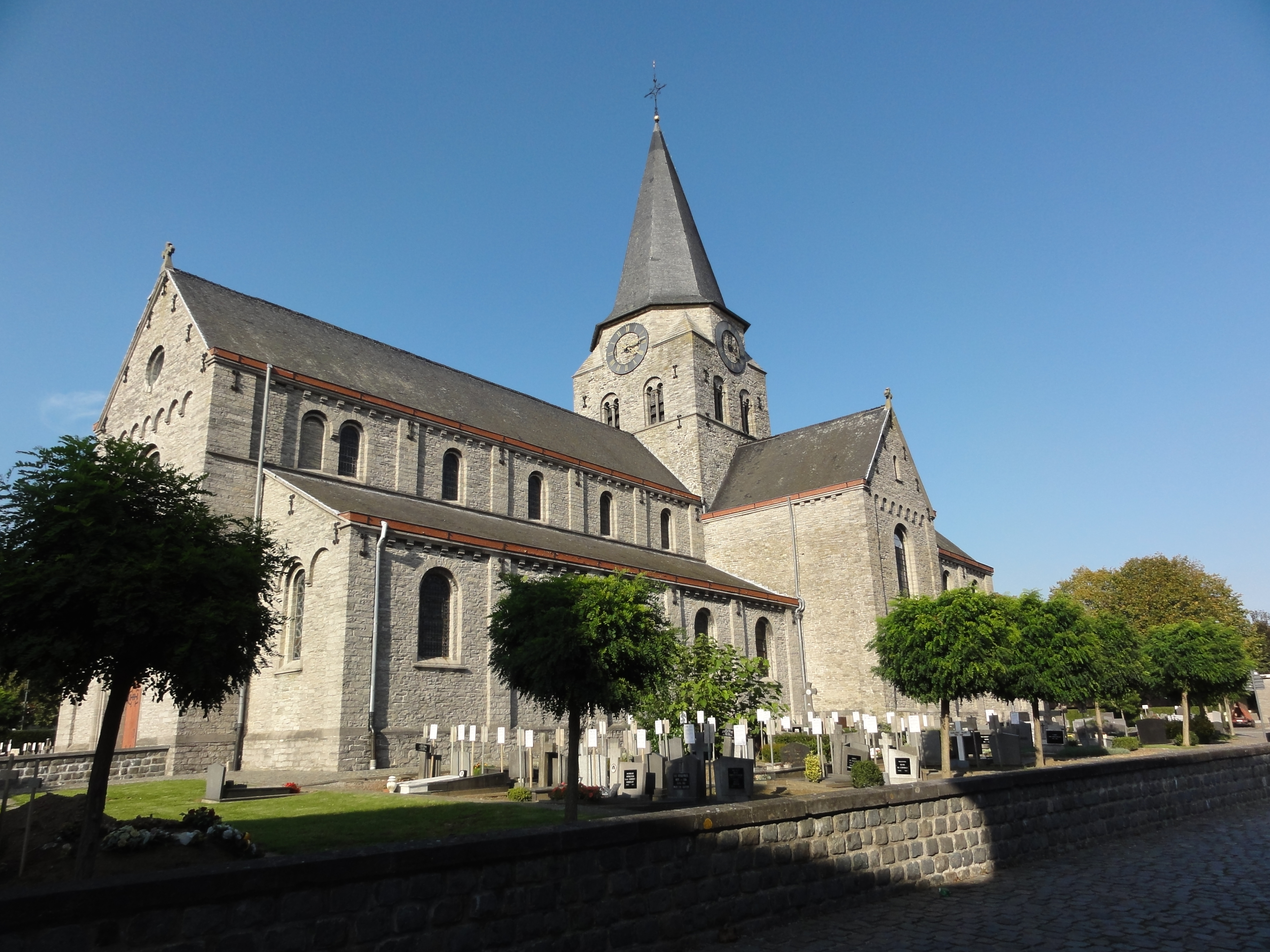
Sint-Petrus en Urbanuskerk

De Sint-Petrus en Urbanuskerk is de parochiekerk van de tot de Oost-Vlaamse gemeente Kruisem behorende plaats Huise, gelegen aan het Huiseplein.

## Geschiedenis
Al in 877 zou, volgens een door de Abdij van Corbie vervaardigd 11e eeuws afschrift, een kerk te Huise zijn gesticht, nadat Adalardus, althans volgens overlevering, Huise en omgeving in bezit had verkregen.
In de 13e eeuw werd een laatromaans kerkje gebouwd in Doornikse kalksteen, vermoedelijk een eenbeukig kruiskerkje. Hiervan bleven de vierkante vieringtoren en delen van het transept bewaard.
Na diverse herstellingswerken in de loop der eeuwen was de situatie in 1889 als volgt: een driebeukige kruiskerk met vlak afgesloten hoofdkoor en zijkoren en een vierkante vieringtoren. Het geheel gebouwd in Doornikse kalksteen. De kerk had een 18e eeuws portaal.
In dit jaar begon men met vergroten en verbouwen van de kerk naar ontwerp van Auguste Van Assche, waarbij het schip geheel werd gesloopt en groter werd herbouwd, het geheel in neoromaanse stijl. Ook het interieur onderging een vernieuwing.

## Gebouw
Het betreft een neoromaanse kruisbasiliek, geheel uitgevoerd in Doornikse steen. Van de oorspronkelijke kerk bleven de toren en delen van koor en transept behouden.

## Interieur
Het kerkmeubilair stamt voornamelijk uit het tijdvak omstreeks 1900. Enkele 18e-eeuwse grafstenen zijn nog aanwezig. Het symfonisch-romantisch orgel, vervaardigd door Pierre Schyven, is van 1889.